# Otto von Goldacker
Friedrich Otto von Goldacker (* 21. September 1792 in Weberstedt; † 30. November 1840 in Dresden) war ein sächsischer Offizier und erster Ehrenbürger der Stadt Leipzig.

## Leben
Otto von Goldacker besuchte bis 1806 die Klosterschule Roßleben und wurde nachfolgend Soldat der sächsischen Armee im Infanterie-Regiment Clemens Prinz von Sachsen, wobei er 1807 Offizier wurde. Inmitten der Koalitionskriege erreichte er 1812 die Position eines Adjutanten. Er wurde in verschiedenen Feldzügen mit einer leichten Schusswunde verwundet und 1813 mit dem Ritterkreuz des Militär-St.-Heinrichs-Ordens ausgezeichnet. Nach Kriegsende avancierte er am 15. Dezember 1818 zum Hauptmann beim Infanterie-Regiment „Prinz Maximilian“. Nach mehreren Jahren in dieser Eigenschaft avancierte er 1830 zum Major. Im Jahr 1832 wurde er zum Kommandeur der Leipziger Kommunalgarde ernannt und infolgedessen am 9. April 1832 zum ersten Ehrenbürger der Stadt Leipzig ernannt. Er war auch Bataillonskommandeur des III. Bataillons im Leib-Infanterie-Regiment und war Träger des Orden der Ehrenlegion. Nachfolgend wurde er Kommandant der Garde-Division in Dresden. Nachdem er zum Oberstleutnant befördert worden war, diente er als Flügeladjutant des sächsischen Königs und verstarb 1840 aufgrund von Nervenfieber in dieser Eigenschaft.